# Kallhälls församling
Kallhälls församling var en församling i Stockholms stift och i Järfälla kommun i Stockholms län. Församlingen uppgick 2010 i en återbildad Järfälla församling.

## Administrativ historik
Församlingen bildades 1992 vid en uppdelning av Järfälla församling och utgjorde därefter till 2010 ett eget pastorat. Församlingen uppgick 2010 i en återbildad Järfälla församling.

## Kyrkobyggnader
- Sankt Lukas kyrka